# Національна святиня Серця Ісуса (Монтевідео)
Церква Серця Ісуса (ісп. Santuario Nacional del Sagrado Corazón de Jesús), в народі відома як Іглесія-дель-Серріто (через розташування на вершині Серріто-де-ла-Вікторія) — римо-католицька парафіяльна церква і національна святиня в Монтевідео, Уругвай.

## Історія
1902 року архієпископ Монтевідео Маріано Солер купив ділянку землі для будівництва нового храму. У 1919 році відбулося освячення наріжного каменю. 1921 року Товариство архітекторів Уругваю провело кілька конкурсів проєктних робіт. В результаті конкурсів було обрано проєкт італійського свящненика з ордену салезіанців архітектора Ернесто Веспіньяні.
Будівля натхненна Сакре-Кер, Париж, з деякими впливами собору Святої Софії, Константинополь; вона несе вільну інтерпретацію візантійського стилю, але побудована з цегли. Її розташування на вершині пагорба Серріто робить її однією з найпомітніших пам'яток у міському пейзажі Монтевідео.
Будівництво храму почалося 1926 року і закінчилося 1938 року.
У 1975 році церкву Серця Ісуса було внесено до списку національних історичних пам'яток Уругваю.